# Конганур
Конганур (мар. Коҥганур) — деревня в Куженерском районе Республики Марий Эл. Входит в состав Тумьюмучашского сельского поселения.

## География
Находится в северо-восточной части республики Марий Эл на расстоянии приблизительно 7 км на северо-запад от районного центра посёлка Куженер.

## История
Известна с 1874 года, когда она состояла из 3 русских дворов, в которых проживали 14 человек, и 37 марийских дворов, в которых проживали 228 человек. В 1897 году в деревне числилось 44 двора с населением в 250 человек. Русские переселились сюда из Кичминской волости в 1907 году. К 1918 годов было 60 дворов и 350 человек. В 1992 году в деревне насчитывалось 74 хозяйства, в 2005 63. В советское время работали колхозы «У илыш», «Серп и молот», «Руш мучаш», «Вучымбал», «Путь Ленина» и «Россия».

## Население
Население составляло 181 человек (мари 94 %) в 2002 году, 144 в 2010.

## Известные уроженцы
Смирнова, Прасковья Алексеевна (1909—1947) —  марийская советская актриса театра. Ведущая актриса Марийского государственного театра (ныне ― Марийский национальный театр драмы имени М. Шкетана) (1928―1947). Председатель Марийского обкома профсоюзов работников искусств (1946―1947). Первая народная артистка Марийской АССР (1946).